# Eleições autárquicas portuguesas de 1976 no distrito de Castelo Branco
| Eleições autárquicas portuguesas de 1976 Distritos: Aveiro \| Beja \| Braga \| Bragança \| Castelo Branco \| Coimbra \| Évora \| Faro \| Guarda \| Leiria \| Lisboa \| Portalegre \| Porto \| Santarém \| Setúbal \| Viana do Castelo \| Vila Real \| Viseu \| Açores \| Madeira |

## Resultados por concelho
Os resultados nos concelhos do distrito de Castelo Branco foram os seguintes:

### Belmonte
| Partido                 | Partido                     | Votos | %               | Vereadores |
| ----------------------- | --------------------------- | ----- | --------------- | ---------- |
|                         | Partido Socialista          | 1 251 | 47,49 / 100,00  | 3 / 5      |
|                         | Frente Eleitoral Povo Unido | 424   | 16,10 / 100,00  | 1 / 5      |
|                         | Partido Social Democrata    | 417   | 15,83 / 100,00  | 1 / 5      |
|                         | Centro Democrático Social   | 357   | 13,55 / 100,00  | 0 / 5      |
| Votos Inválidos         | Votos Inválidos             | 185   | 7,03 / 100,00   |            |
| Total                   | Total                       | 2 634 | 100,00 / 100,00 | 5 / 5      |
| Eleitorado/Participação | Eleitorado/Participação     | 4 955 | 53,16 / 100,00  |            |

### Castelo Branco
| Partido                 | Partido                     | Votos  | %               | Vereadores |
| ----------------------- | --------------------------- | ------ | --------------- | ---------- |
|                         | Partido Socialista          | 10 460 | 43,31 / 100,00  | 4 / 7      |
|                         | Partido Social Democrata    | 6 181  | 25,59 / 100,00  | 2 / 7      |
|                         | Centro Democrático Social   | 2 855  | 11,82 / 100,00  | 1 / 7      |
|                         | Frente Eleitoral Povo Unido | 2 040  | 8,45 / 100,00   | 0 / 7      |
|                         | MRPP                        | 651    | 2,70 / 100,00   | 0 / 7      |
| Votos Inválidos         | Votos Inválidos             | 1 964  | 8,13 / 100,00   |            |
| Total                   | Total                       | 24 151 | 100,00 / 100,00 | 7 / 7      |
| Eleitorado/Participação | Eleitorado/Participação     | 39 825 | 60,64 / 100,00  |            |

### Covilhã
| Partido                 | Partido                                 | Votos  | %               | Vereadores |
| ----------------------- | --------------------------------------- | ------ | --------------- | ---------- |
|                         | Partido Socialista                      | 10 474 | 39,01 / 100,00  | 4 / 7      |
|                         | Centro Democrático Social               | 4 912  | 18,30 / 100,00  | 1 / 7      |
|                         | Frente Eleitoral Povo Unido             | 4 174  | 15,55 / 100,00  | 1 / 7      |
|                         | Partido Social Democrata                | 3 190  | 11,88 / 100,00  | 1 / 7      |
|                         | Grupos Dinamizadores de Unidade Popular | 1 369  | 5,10 / 100,00   | 0 / 7      |
|                         | MRPP                                    | 495    | 1,84 / 100,00   | 0 / 7      |
|                         | Liga Comunista Internacionalista        | 338    | 1,26 / 100,00   | 0 / 7      |
| Votos Inválidos         | Votos Inválidos                         | 1 895  | 7,06 / 100,00   |            |
| Total                   | Total                                   | 26 847 | 100,00 / 100,00 | 7 / 7      |
| Eleitorado/Participação | Eleitorado/Participação                 | 42 066 | 63,82 / 100,00  |            |

### Fundão
| Partido                 | Partido                     | Votos  | %               | Vereadores |
| ----------------------- | --------------------------- | ------ | --------------- | ---------- |
|                         | Partido Socialista          | 5 440  | 38,93 / 100,00  | 4 / 7      |
|                         | Centro Democrático Social   | 3 085  | 22,08 / 100,00  | 2 / 7      |
|                         | Partido Social Democrata    | 2 457  | 17,58 / 100,00  | 1 / 7      |
|                         | Frente Eleitoral Povo Unido | 1 266  | 9,06 / 100,00   | 0 / 7      |
|                         | MRPP                        | 506    | 3,62 / 100,00   | 0 / 7      |
| Votos Inválidos         | Votos Inválidos             | 1 221  | 8,73 / 100,00   |            |
| Total                   | Total                       | 13 975 | 100,00 / 100,00 | 7 / 7      |
| Eleitorado/Participação | Eleitorado/Participação     | 24 669 | 56,65 / 100,00  |            |

### Idanha-a-Nova
| Partido                 | Partido                     | Votos  | %               | Vereadores |
| ----------------------- | --------------------------- | ------ | --------------- | ---------- |
|                         | Partido Socialista          | 3 291  | 42,78 / 100,00  | 4 / 7      |
|                         | Partido Social Democrata    | 2 502  | 32,53 / 100,00  | 3 / 7      |
|                         | Centro Democrático Social   | 703    | 9,14 / 100,00   | 0 / 7      |
|                         | Frente Eleitoral Povo Unido | 396    | 5,15 / 100,00   | 0 / 7      |
| Votos Inválidos         | Votos Inválidos             | 800    | 10,40 / 100,00  |            |
| Total                   | Total                       | 7 692  | 100,00 / 100,00 | 7 / 7      |
| Eleitorado/Participação | Eleitorado/Participação     | 14 225 | 54,07 / 100,00  |            |

### Oleiros
| Partido                 | Partido                     | Votos | %               | Vereadores |
| ----------------------- | --------------------------- | ----- | --------------- | ---------- |
|                         | Partido Social Democrata    | 1 791 | 41,41 / 100,00  | 3 / 5      |
|                         | Centro Democrático Social   | 1 698 | 39,26 / 100,00  | 2 / 5      |
|                         | Partido Socialista          | 479   | 11,08 / 100,00  | 0 / 5      |
|                         | Frente Eleitoral Povo Unido | 96    | 2,22 / 100,00   | 0 / 5      |
| Votos Inválidos         | Votos Inválidos             | 261   | 6,03 / 100,00   |            |
| Total                   | Total                       | 4 325 | 100,00 / 100,00 | 5 / 5      |
| Eleitorado/Participação | Eleitorado/Participação     | 7 858 | 55,04 / 100,00  |            |

### Penamacor
| Partido                 | Partido                     | Votos | %               | Vereadores |
| ----------------------- | --------------------------- | ----- | --------------- | ---------- |
|                         | Partido Socialista          | 1 742 | 41,75 / 100,00  | 2 / 5      |
|                         | Centro Democrático Social   | 1 263 | 30,27 / 100,00  | 2 / 5      |
|                         | Partido Social Democrata    | 737   | 17,67 / 100,00  | 1 / 5      |
|                         | Frente Eleitoral Povo Unido | 108   | 2,59 / 100,00   | 0 / 5      |
| Votos Inválidos         | Votos Inválidos             | 322   | 7,72 / 100,00   |            |
| Total                   | Total                       | 4 172 | 100,00 / 100,00 | 5 / 5      |
| Eleitorado/Participação | Eleitorado/Participação     | 7 597 | 54,92 / 100,00  |            |

### Proença-a-Nova
| Partido                 | Partido                     | Votos | %               | Vereadores |
| ----------------------- | --------------------------- | ----- | --------------- | ---------- |
|                         | Centro Democrático Social   | 3 380 | 65,30 / 100,00  | 4 / 5      |
|                         | Partido Social Democrata    | 1 244 | 24,03 / 100,00  | 1 / 5      |
|                         | Frente Eleitoral Povo Unido | 211   | 4,08 / 100,00   | 0 / 5      |
| Votos Inválidos         | Votos Inválidos             | 341   | 6,58 / 100,00   |            |
| Total                   | Total                       | 5 176 | 100,00 / 100,00 | 5 / 5      |
| Eleitorado/Participação | Eleitorado/Participação     | 9 609 | 53,87 / 100,00  |            |

### Sertã
| Partido                 | Partido                     | Votos  | %               | Vereadores |
| ----------------------- | --------------------------- | ------ | --------------- | ---------- |
|                         | Partido Social Democrata    | 3 383  | 41,73 / 100,00  | 3 / 7      |
|                         | Partido Socialista          | 2 116  | 26,10 / 100,00  | 2 / 7      |
|                         | Centro Democrático Social   | 1 815  | 22,39 / 100,00  | 2 / 7      |
|                         | Frente Eleitoral Povo Unido | 240    | 2,96 / 100,00   | 0 / 7      |
| Votos Inválidos         | Votos Inválidos             | 553    | 6,82 / 100,00   |            |
| Total                   | Total                       | 8 107  | 100,00 / 100,00 | 7 / 7      |
| Eleitorado/Participação | Eleitorado/Participação     | 15 849 | 51,15 / 100,00  |            |

### Vila de Rei
| Partido                 | Partido                     | Votos | %               | Vereadores |
| ----------------------- | --------------------------- | ----- | --------------- | ---------- |
|                         | Partido Social Democrata    | 1 804 | 73,84 / 100,00  | 4 / 5      |
|                         | Partido Socialista          | 448   | 18,34 / 100,00  | 1 / 5      |
|                         | Frente Eleitoral Povo Unido | 31    | 1,27 / 100,00   | 0 / 5      |
| Votos Inválidos         | Votos Inválidos             | 160   | 6,55 / 100,00   |            |
| Total                   | Total                       | 2 443 | 100,00 / 100,00 | 5 / 5      |
| Eleitorado/Participação | Eleitorado/Participação     | 3 963 | 61,65 / 100,00  |            |

### Vila Velha de Ródão
| Partido                 | Partido                     | Votos | %               | Vereadores |
| ----------------------- | --------------------------- | ----- | --------------- | ---------- |
|                         | Partido Socialista          | 953   | 37,00 / 100,00  | 2 / 5      |
|                         | Partido Social Democrata    | 905   | 35,13 / 100,00  | 2 / 5      |
|                         | Frente Eleitoral Povo Unido | 572   | 22,20 / 100,00  | 1 / 5      |
| Votos Inválidos         | Votos Inválidos             | 146   | 5,66 / 100,00   |            |
| Total                   | Total                       | 2 576 | 100,00 / 100,00 | 5 / 5      |
| Eleitorado/Participação | Eleitorado/Participação     | 4 634 | 55,59 / 100,00  |            |